# David Woodley
David Eugene Woodley (Shreveport, 25 ottobre 1958 – Shreveport, 4 maggio 2003) è stato un giocatore di football americano statunitense che ha militato nel ruolo di quarterback nella National Football League (NFL).

## Carriera

### Miami Dolphins
Woodley fu scelto nel corso dell'ottavo giro (214º assoluto) del Draft NFL 1980 dai Miami Dolphins. Come loro quarterback è noto per essere stato quello di mezzo tra due hall of famer come Bob Griese e Dan Marino. Malgrado la basse scelta nel draft fu premiato come miglior giocatore della squadra nella sua prima stagione, stabilendo un record di franchigia per il maggior numero di passaggi completati da un rookie (176), in seguito superato da Ryan Tannehill nel 2012. Nel 1982 divenne uno dei pochi giocatori della NFL a segnare su passaggio, su corsa e su ricezione nella stessa stagione. Woodley a un certo punto divise i minuti in campo con la riserva Don Strock in maniera così equa che il tandem dei quarterback fu soprannominato "WoodStrock". Woodley partì come titolare nella gara di playoff del 1981 contro i San Diego Chargers. Dopo che Miami passò in svantaggio per 24–0, Strock guidò i Dolphins a tornare in partita, anche se i Chargers vinsero ai tempi supplementari.
Nella stagione accorciata per sciopero del 1982, Woodley guidò Miami alla vittoria della American Football Conference. I Dolphins incontrarono i Washington Redskins nel Super Bowl XVII. All'età di 24 anni e tre anni, fu all'epoca il più giovane quarterback di sempre a partire come titolare in un Super Bowl. Malgrado l'avere iniziato la gara in maniera promettente con un passaggio da touchdown da 76 yard per Jimmy Cefalo, Woodley e il resto dell'attacco faticarono, non completando alcun passaggio su otto tentativi nel secondo tempo. I Redskins vinsero 27–17.
Woodley iniziò la stagione 1983 come quarterback titolare ma l'attacco dei Dolphins continuò a essere poco produttivo. Ciò portò il capo-allenatore Don Shula a inserire Marino, allora un rookie, a metà della gara della settimana cinque contro i New Orleans Saints. La settimana successiva, Marino fu nominato titolare per il resto della stagione

### Pittsburgh Steelers
Woodley firmò con i Pittsburgh Steelers nel febbraio 1984. La squadra per acquisirlo cedette una scelta del terzo giro a Miami. Competé con Mark Malone per il ruolo di quarterback titolare, dal momento che problemi al gomito avevano costretto Terry Bradshaw al ritiro e Cliff Stoudt era passato alla USFL. Ciò avvenne dopo che gli Steelers avevano optato per non scegliere il nativo locale Marino per chiamare invece Gabriel Rivera (che giocò solo sei gare nella NFL prima di subire un incidente stradale mentre era ubriaco che lo lasciò paralizzato) nel Draft 1983. Woodley divise il ruolo di titolare con Malone nelle stagioni 1984 e 1985.
Messo al corrente dal capo-allenatore Chuck Noll che Malone sarebbe stato il titolare per l'imminente stagione 1986, Woodley si ritirò all'improvviso a giugno malgrado fosse il giocatore più pagato della squadra.
Nel 1987, i Green Bay Packers acquisirono Woodley dagli Steelers per una scelta del draft, ma vi rimase brevemente e la sua carriera si concluse quando fu svincolato ad agosto.
Woodley è uno dei due quarterback della storia della NFL, assieme a Ken Stabler, ad avere una percentuale di vittorie sopra il 60% avendo lanciando dieci o più intercetti più dei touchdown. Il record in carriera di Woodley fu di 34–18–1 (65,1%), malgrado avere passato 63 intercetti contro 48 touchdown.

## Palmarès

### Franchigia
- American Football Conference Championship: 1

Miami Dolphins: 1982

### Individuale
- PFWA All-Rookie Team - 1980